# Caxias Esporte Clube
Maillots
Le Caxias Esporte Clube est un club brésilien de football basé à Vitória dans l'État de l'Espírito Santo. Il évolue aujourd'hui en championnat amateur. Le club est parfois référencé sous le nom de Caxias Futebol Clube, comme sur RSSSF. 

## Palmarès
- Championnat de l'Espírito Santo :
  - Champion : 1944